# Джеміма Сумгонг
Джеміма Сумгонг (англ. Jemima Sumgong) — кенійська легкоатлетка, бігунка на довгі дистанції, марафонка, олімпійська чемпіонка.
Золоту олімпійську медаль та звання Олімпійської чемпіонки Сумгонг виборола на змаганнях з марафонського бігу Олімпіади 2016 року в Ріо-де-Жанейро.
У квітні 2017 року, за два тижні до Лондонського марафону, де вона повинна була захищати титул, було оголошено, що Сумгонг провалила допінг-тест на ЕПО.